# Serguei Firsanov
Serguéi Nikoláievich Firsánov (em russo Сергей Николаевич Фирсанов), nascido a 3 de julho de 1982 é um ciclista russo.

## Palmarés
| 2006 - 1 etapa do Volta à Bulgária - 1 etapa do Baltyk-Karkonosze Tour 2007 - Memorial Oleg Dyachenko 2008 - 1 etapa do Ringerike G. P. - Way to Pekin, mais 3 etapas - 1 etapa da Volta à Eslováquia 2009 - Boucle de l'Artois, mais 1 etapa - Ringerike G. P., mais 1 etapa 2010 - Cinco Anéis de Moscovo, mais 1 etapa 2011 - 1 etapa do Grande Prêmio de Adigueya - Cinco Anéis de Moscovo, mais 1 etapa | 2012 - 1 etapa do Grande Prêmio de Adigueya - Volta à Comunidade de Madri, mais 1 etapa 2014 - Tour do Cáucaso, mais 1 etapa 2015 - Grande Prêmio de Sochi Maior - Grande Prêmio de Adigueya, mais 1 etapa - 1 etapa do Tour do Azerbaijão 2016 - Settimana Coppi e Bartali, mais 1 etapa - Giro dos Apeninos |

## Resultados nas Grandes Voltas e Campeonatos do Mundo
| Carreira           | 2005 | 2006 | 2007 | 2008 | 2009 | 2010 | 2011 | 2012 | 2013 | 2014 | 2015 | 2016 | 2017 | 2018 |
| ------------------ | ---- | ---- | ---- | ---- | ---- | ---- | ---- | ---- | ---- | ---- | ---- | ---- | ---- | ---- |
| Giro d'Italia      | -    | -    | -    | -    | -    | -    | -    | -    | -    | -    | -    | 30º  | 96º  | -    |
| Tour de France     | -    | -    | -    | -    | -    | -    | -    | -    | -    | -    | -    | -    | -    | -    |
| Volta a Espanha    | -    | -    | -    | -    | -    | -    | -    | -    | -    | -    | -    | -    | -    | -    |
| Mundial em Estrada | -    | -    | -    | -    | -    | -    | -    | -    | -    | -    | -    | -    | -    | -    |

-: não participa

Ab.: abandono